# Бонанни, Филиппо
Филиппо Бонанни (итал. Filippo Bonanni, 1638—1725) — итальянский учёный-иезуит, чьи научные интересы простирались от анатомии до музыки. Благодаря написанному им первому в мире руководству для собирателей раковин, считается «отцом» конхологии. Также им опубликовано исследование об эмалевых красках.
Бонанни родился в Риме в 1638 году и вступил в Общество Иисуса в возрасте 17 лет. По окончании новициата в 1656 году был отправлен учиться в недавно основанную иезуитами Римскую коллегию. Во время учёбы он собрал микроскоп, для которого сам изготовил линзы, и проводил с помощью него исследования. Также он освоил гравировку на меди. Затем Бонанни был послан учиться в иезуитские коллегии Орвието и Анконы, где обучался у немецкого учёного-иезуита Афанасия Кирхера. После ухода Кирхера в отставку с поста профессора математики в Римской Коллегии Бонанни занял его место, а после смерти Кирхера в 1698 году стал куратором его музея. В 1709 году издал каталог коллекции музея.
Бонанни был сторонником теории Аристотеля о самозарождении и полемизировал по этому вопросу с Франческо Реди. В работах, посвящённых происхождению ископаемых, предложил их классификацию на две группы — останки живых организмов и «продукты природных сил». В 1681 году вышла его двухтомная книга «Отдохновение глаза и ума при созерцании улиток» (итал. Ricreatione dell’occhio у della mente nell’osservation' delle chiocciole) — первый трактат, целиком посвящённый моллюскам. Данная работа была богато иллюстрирована и имела большое значение благодаря точным описаниям раковин. К сожалению, из-за ошибки при печати и гравировке на изображениях все раковины были закручены в неправильную сторону. В последующих изданиях ошибка была исправлена и иллюстрации были отображены зеркально. Поскольку зоологическая классификация в тот период основывалась прежде всего на внешнем виде, Бонанни уделил большое внимание форме и цвету описываемых раковин, а также красочно описал обитающих в них существ. Хотя позднее Линнеем была предложена другая система классификации, новые имена основывались на названиях, предложенных Бонанни.
Бонанни также занимался исследованием технологии, применяемой в Китае для производства фарфора, путём экспериментов он пытался переоткрыть рецепт эмалевых красок, используемых при его производстве и покраске фурнитуры фарфоровых изделий. Посвящённый этому «Трактат о краске, называемой обыкновенно китайскою» (итал. Trattato sopra la vernice detta comunemente cinese) вышел в 1720 году, неоднократно переиздавался, был переведён на несколько языков и был в последний раз переиздан в 2009 году. Ещё один заметный труд Бонанни — сборник «Гармонический кабинет, полный музыкальных инструментов» (итал. Gabinetto Armonico, pieno d'Istromenti sonori; 1722), содержащий 150 гравюр музыкальных инструментов со всего мира. Согласно «Музыкальному словарю Гроува», это издание стало «одним из важнейших посвящённых музыкальным инструментам в XVIII веке документов».

## Современные издания трудов
- F. Bonanni. The Showcase of Musical Instruments / Introduction and captions by Frank Ll. Harrison & Joan Rimer. — Dover Publications, Inc., 1964. — x + 148 + iii p.
- Buonanni F. Techniques of Chinese Lacquer: The Classic Eighteenth-century Treatise on Asian Varnish / Trans. and intr. by Flavia Perugini. — Getty Publications, 2009. — 72 p. — ISBN 978-0-89236-953-9.